# Жиронд (департамент)
Жиронд или в по-старата литература Жиронда (на френски: Gironde) е департамент в югозападната част на Франция, регион Аквитания-Лимузен-Поату-Шарант. Образуван е през 1790 година от части на провинциите Гаскония и Гиен и получава името на естуара Жиронд. Площта му е 10 725 km², а населението – 1 434 661 души (2009). Административен център е град Бордо.
Граничи с департаментите Шарант Маритим на север, Дордон на североизток, Лот е Гарон на югоизток, Ланд на юг, а на запад с Атлантическия океан.

## Известни личности, родени в Жиронд
- Елеонор Аквитанска, кралица на Франция и Англия
- папа Климент V
- Кристоф Дюгари, футболист
- Франсоа Мориак, писател и журналист
- Шарл дьо Монтескьо – философ и писател